# Wiam Dislam
Wiam Dislam (née le 22 octobre 1987 à Rabat) est une taekwondoïste marocaine. Elle mesure 1,90 m. Elle a concouru dans la catégorie des plus de 67 kg aux Jeux olympiques d'été de 2012 où elle a été la porte-drapeau du Maroc durant la cérémonie d'ouverture.

## Palmarès
- Championne d'Afrique (plus de 73 kg) en 2005, 2009, 2010, 2014, 2016[2] et 2018.
- 5e aux Jeux olympiques de Rio 2016
- Vainqueur du tournoi de qualification pour les  Jeux olympiques de Londres 2012
- Vainqueur du German Open en 2004, du Belgian Open en 2010 et de l'Austrian Open en 2012
- Médaillée d'argent à l'Universiade d'été de 2011 à Shenzhen
- 2 fois médaillée d'or aux Jeux panarabes de 2007 et de 2011.
- 2 médailles de bronze aux Coupes du monde 2009 et 2017.
- 1 médaille de bronze aux Jeux méditerranéens de 2018 en plus de 67 kg
- 11 fois championne du Maroc